# Федеральный закон № 519 «О внесении изменения в статью 282 Уголовного кодекса Российской Федерации»
Федеральный закон от 18 марта 2019 г. N 28-ФЗ «О внесении изменения в Кодекс Российской Федерации об административных правонарушениях» — нормативный акт, предусматривающий частичную декриминализацию состава статьи 282 УК РФ («Возбуждение ненависти либо вражды, а равно унижение человеческого достоинства»). Закон подписан президентом Владимиром Путиным 27 декабря 2018 года и вступил в силу 7 января 2019 года.

## Основные положения
Согласно внесенным изменениям в Уголовный кодекс РФ, ответственность за разжигание расовой, национальной, религиозной и прочей вражды через интернет и СМИ наступает только в случае привлечения лица к административной ответственности за аналогичное деяние в течение одного года.
При этом, как отмечается в справке Государственно-правового управления, изменение, предусмотренное Федеральным законом, позволит исключить случаи привлечения к уголовной ответственности за деяния, совершенные однократно и не представляющие серьёзной угрозы для основ конституционного строя и безопасности государства.
Закон входит в пакет из двух нормативных актов; второй из них (Федеральный закон «О внесении изменений в Кодекс Российской Федерации об административных правонарушениях») дополняет КоАП РФ статьёй 20.31, устанавливающей административную ответственность за подобные действия, совершённые публично, в том числе с использованием средств массовой информации либо информационно-телекоммуникационных сетей, включая сеть Интернет.
Как отмечается на сайте Госдумы, закон предусматривает смягчение ответственности за экстремизм для исключения необоснованных случаев привлечения к уголовной ответственности, в том числе – за репосты в социальных сетях. Закон позволит государству исключить необоснованные случаи привлечения к уголовной ответственности за экстремизм; не привлекать к уголовной ответственности за такие деяния, совершенные однократно и не представляющие серьезной угрозы для основ конституционного строя и безопасности государства; гуманизировать уголовное законодательство в этой части, а гражданам – реализовать право на свободу слова.

## Предыстория
По данным Верховного суда, с 2012 по 2017 год в России по ч. 1 ст. 282 было осуждено более 1,5 тыс. человек.
Вопрос о реформировании антиэкстремистского законодательства и изменении правоприменительной практики был поднят в июне 2018 года во время «Прямой линии» с президентом России. По поручению Владимира Путина проект возможных изменений  статьи 282 УК РФ подготовил Общероссийский народный фронт (ОНФ). Свой проект предложил и Совет по правам человека при президенте. В конце сентября Верховный суд выступил с новыми рекомендациями по правоприменению в этой сфере.
К концу осени 2018 года законопроект поступил в российский парламент. Во второй половине декабря он был принят Госдумой, одобрен Советом Федерации и подписан главой государства.

## Реакция
Глава группы «Агора» Павел Чиков увидел в законе положительные тенденции: «теперь нельзя будет сразу привлечь по «уголовке» за высказывания в интернете, минуя КоАП, да и сотрудницам центра «Э» значительно прибавится работы». Чиков отметил и еще один важный момент: уголовные дела после вступления в силу поправок в УК должны быть прекращены, а имеющиеся приговоры — отменены.
Эту точку зрения разделяет и адвокат Сергей Бадамшин. По его словам, «закон в данном случае имеет обратную силу, то есть будет распространяться на уголовные дела, которые были возбуждены раньше. Они будут прекращаться на стадии суда, а судимость будет пересматриваться. Осужденные будут освобождены в связи с декриминализацией 282-й статьи».

## Первые примеры применения
Уже через неделю после вступления закона в силу, 15 января 2019 года, Невский районный суд Санкт-Петербурга прекратил производство по уголовному делу в отношении местного жителя Эдуарда Никитина, которого следствие просило направить на принудительное лечение за публикацию в соцсети «ВКонтакте» политического анекдота и карикатуры, которые были признаны экстремистскими. Ходатайство о прекращении уголовного дела заявила сторона государственного обвинения, указав в мотивирующей части именно принятие нового закона.